# 自律神経節

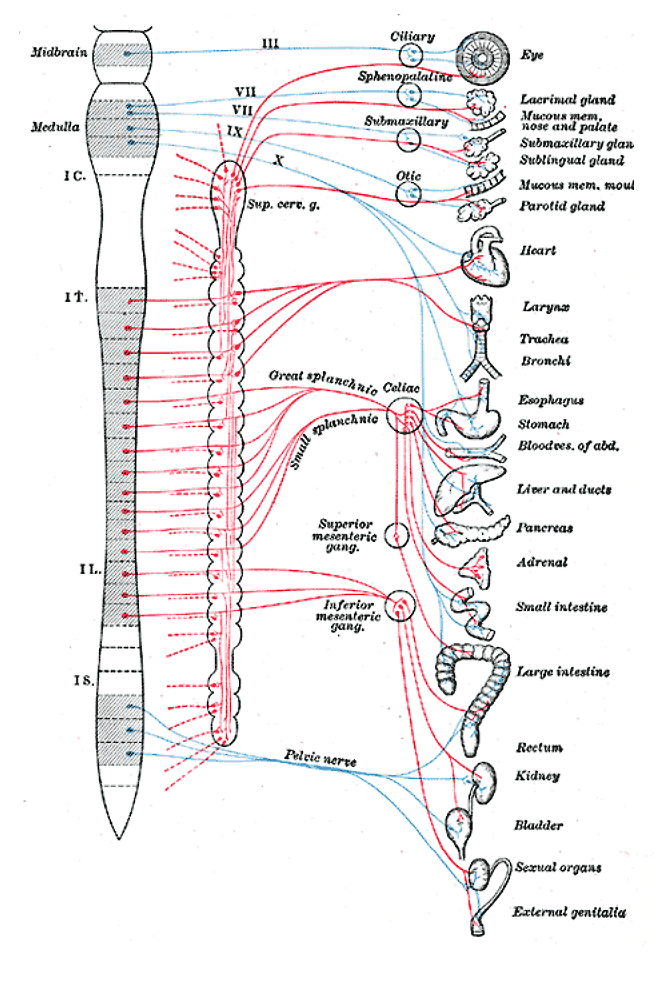
交感神経と副交感神経の神経分布をそれぞれ赤と青で示している

自律神経節(英: autonomic ganglion)とは神経細胞体とそれらの樹状突起の集塊であり、基本的には中枢神経系由来の自律神経と末梢の標的器に分布する自律神経との接点である。
大きく2型に分類される。
- 交感神経節
- 副交感神経節